# Tanaostigmodes tychii
Tanaostigmodes tychii is een vliesvleugelig insect uit de familie Tanaostigmatidae. De wetenschappelijke naam is voor het eerst geldig gepubliceerd in 1896 door Ashmead.